# Jaap Nawijn
Jacob Rocus Albert (Jaap) Nawijn (Olst, 2 maart 1952) is een Nederlandse politicus en bestuurder voor de Volkspartij voor Vrijheid en Democratie (VVD). Tussen 2003 en 2019 was hij burgemeester van afwisselend de gemeenten Ouder-Amstel, Heemskerk en Hollands Kroon.
Hij werd geboren als zoon van Arjen Nawijn, die burgemeester was van Olst en Zandvoort. Zelf was hij van 1988 tot 2002 gemeenteraadslid van Heemstede en van 1995 tot 2003 lid van de Provinciale Staten van Noord-Holland. In mei 2003 werd hij benoemd als burgemeester van Ouder-Amstel. Vanaf 1 maart 2007 was hij burgemeester van Heemskerk.
Nawijn kwam in januari 2009 politiek onder vuur te liggen toen bleek dat hij tegen de regels in met toestemming van de gemeenteraad een gemeentelijke vergoeding kreeg voor zijn dubbele woonlasten, nadat hij in Ouder-Amstel reeds voordeel had genoten door een lening van Ouder-Amstel tegen een lagere dan gangbare rente (zogenaamde burgemeestersregeling).
In augustus 2012 werd Nawijn voorgedragen voor benoeming per 1 september 2012 tot burgemeester van de gemeente Hollands Kroon.
In oktober 2016 raakte Nawijn in opspraak, omdat hij tijdens een raadsvergadering, niet beseffende dat zijn microfoon aan stond, twee inwoners "zure gekken" noemde. Nawijn bood de dag nadien zijn excuses aan voor ongepaste uitspraak.
Eind 2017 gaf hij aan na zijn ambtstermijn die in september 2018 afloopt geen tweede termijn te ambiëren. Aansluitend werd hij daar waarnemend burgemeester met de bedoeling aan te blijven tot daar een nieuwe burgemeester benoemd is. Eind 2018 werd Rian van Dam voorgedragen als nieuwe burgemeester van Hollands Kroon.
Nawijn is gehuwd.